# Tétrahydropalmatine
La tétrahydropalmatine (THP) est un alcaloïde isoquinoléique présent dans diverses espèces végétales, principalement du genre Corydalis (Yan Hu Suo),, mais également dans d'autres plantes comme Stephania rotunda. Ces végétaux sont traditionnellement utilisés en phytothérapie chinoise. L'industrie pharmaceutique a développé synthétiquement l'énantiomère plus puissant, la lévo-tétrahydropalmatine (Lévo-THP), commercialisée à l'international sous différentes marques comme alternative aux médicaments anxiolytiques et sédatifs du groupe des benzodiazépines, ainsi qu'aux analgésiques opioïdes. Elle est également proposée en tant que complément alimentaire.
En 1940, le scientifique vietnamien Sang Dinh Bui a extrait un alcaloïde de la racine de Stephania rotunda, obtenant un rendement de 1,2 à 1,5 %, et a nommé ce composé rotundine. Entre 1950 et 1952, deux scientifiques indiens ont isolé un autre alcaloïde, appelé hyndarine, à partir de Stephania glabra. En 1965, il a été démontré que la rotundine et l'hyndarine partageaient la même structure que la tétrahydropalmatine.

## Effets
La tétrahydropalmatine a montré des propriétés analgésiques et pourrait s'avérer bénéfique dans le traitement des maladies cardiaques ainsi que des lésions hépatiques,. C'est un bloqueur des canaux potassiques actifs des canaux calciques de type L activés par la tension[réf. nécessaire]. C'est un puissant relaxant musculaire[réf. nécessaire]. Il a également montré un potentiel dans le traitement de la toxicomanie à la cocaïne et aux opiacés, et des études préliminaires sur l'homme ont montré des résultats prometteurs,,.
Le profil pharmacologique de la lévo-tétrahydropalmatine (l-THP) inclut un antagonisme des récepteurs dopaminergiques D1 et D2, ainsi qu'une action sur les récepteurs D3, alpha-adrénergiques et sérotoninergiques. Les valeurs de Ki pour le l-THP sont d'environ 124 nM pour les récepteurs D1 et 388 nM pour les récepteurs D2. En plus de bloquer les récepteurs dopaminergiques postsynaptiques, le l-THP inhibe également les autorécepteurs présynaptiques, ce qui entraîne une augmentation de la libération de dopamine. Une affinité plus faible du l-THP pour les récepteurs D2 pourrait, selon certaines hypothèses, conférer une certaine sélectivité envers les autorécepteurs. En dehors des récepteurs dopaminergiques, il a été démontré que le l-THP interagit avec d'autres types de récepteurs, notamment les récepteurs alpha-1 adrénergiques, où il agit comme antagoniste, et les récepteurs GABA-A, par modulation allostérique positive. De plus, il présente une liaison significative avec les récepteurs sérotoninergiques 5-HT1A et adrénergiques alpha-2. Concernant les récepteurs 5-HT1A, le l-THP affiche une affinité avec une valeur Ki d'environ 340 nM.
Des études animales ont révélé que l'effet sédatif de la tétrahydropalmatine (THP) résulte du blocage des neurones dopaminergiques dans le cerveau. La dopamine, un neurotransmetteur clé du système nerveux central, joue un rôle essentiel dans plusieurs voies de signalisation impliquées dans la régulation de l'activité motrice, de l'attention, ainsi que dans les sensations de plaisir, d'enthousiasme et de créativité. Par conséquent, la THP n'induit pas de sensation d'euphorie et est envisagée comme une alternative non addictive pour les personnes souffrant d'anxiété et de douleur, offrant également une option thérapeutique aux patients ne répondant pas aux traitements existants[réf. nécessaire].

## Cas d'empoisonnement
Plusieurs cas d’intoxication liés au THP ont été rapportés. Ces cas présentaient des effets indésirables sur la respiration, l'activité cardiaque et le système nerveux. De plus, des cas d'hépatite chronique ont été rapportés, attribués à une production de THP en Asie de l'Est dans des conditions sanitaires insuffisantes. À partir de 1999, des décès ont été signalés, principalement lorsque le THP était utilisé en combinaison avec d'autres médicaments aux effets analgésiques et anxiolytiques. Il semble que tous les décès recensés cette année-là soient liés à un supplément spécifique à base de THP, commercialisé sous le nom de « Jin Bu Huan Anodyne Tablets ». Des cas de toxicité associés à ce produit ont également été rapportés. Ce produit a donc été mis sur la liste noire des autorités sanitaires américaines et européennes. Dans certains autres pays, comme Singapour, le THP est considéré comme une substance contrôlée et une licence est requise pour le vendre[réf. nécessaire].